# Muriel Day
Muriel Day (Newtownards, Condado de Down, 11 de enero de 1942) es una cantante Irlandesa.

## Carrera
Muriel Day fue la quinta aparición de Irlanda en el Festival de la Canción de Eurovisión y la primera mujer que representó al país que estaba compitiendo desde 1965. Después de su participación en Irish showband (Show de banda irlandesa) aparece en la película "Billy Liar" de John Schlesinger. Luego se llevó una votación irlandesa donde salió en primer lugar la canción "The Wages of Love" (el precio del amor) en 1969. Aunque la canción fue un gran éxito en Irlanda, sólo terminó séptimo lugar a nivel internacional, en un año con cuatro ganadores. Como resultado de su actuación, sin embargo, se le ofreció la oportunidad de grabar con Peter Warne, la producción de la exitosa perdurable "Nine Times out of Ten" (nueve de cada diez veces). Después de mudarse a Canadá en 1971, donde continuó su carrera, Day finalmente estudio medicina y se convirtió en una terapeuta. 
Ella regresó a Belfast en los años 1990, donde ha estado realizando con regularidad. Luego llegó a estar presente en varios programas de televisión y fue vista últimamente en 2015 donde anunciaba un nuevo lanzamiento de su disco en el cual había estado trabajando.